# 緑と風と翼
『緑と風と翼』（みどりとかぜとつばさ）は、東京都世田谷区の特別区歌である。川口いせ子作詞・喜多條忠補作・小林亜星作曲。

## 解説
世田谷区では1972年（昭和47年）にこどもの歌「ぼくらのせたがや」（作詞：横井弘、作曲：江口浩司）を作成していたが、正式な区歌を制定していなかったため1981年（昭和56年）に開催される第4回ふるさと区民まつりに合わせて区歌を作成し、ステージ上で発表を行うことになった。歌詞は一般公募の入選作で、審査委員を務めた詩人の喜多條忠が補作したものを採用し小林亜星に作曲を依頼している。
曲の完成後に同年8月1日のふるさと区民まつりでチェリッシュによる初演奏が行われ、来場者から抽選でビクター音楽産業に製造を委託したシングル盤のレコードがプレゼントされた。このレコードのB面には、区歌と同時に「せたがやの応援歌」として選定された「がんばれ元気な世田谷っ子！」（作詞：西巻政彦、補作：喜多條忠、作曲：山本直純）が収録されている。
2001年（平成13年）に「21世紀せたがやのうた」としてカズンが歌唱する「おーい せたがや」が作成されて以降は演奏の機会が減少しており、2012年（平成24年）に東京堂出版から刊行された『全国 都道府県の歌・市の歌』にも収録されていないが、毎年発行される区勢要覧では「緑と風と翼」「がんばれ元気な世田谷っ子！」「おーい せたがや」の3曲が掲載されている。区の公式サイトでは「緑と風と翼」の歌詞と楽譜を紹介しているが音源は掲載されておらず、世田谷区役所の広報公聴課でカセットテープの貸し出しを行っている。21世紀以降の活用例としては、2020年（令和2年）4月に区のYouTubeチャンネルで公開された「ちょこっと体操」のBGMに「緑と風と翼」が使用された。